# Сідарвілл (Каліфорнія)
Сідарвілл (англ. Cedarville) — переписна місцевість (CDP) в США, в окрузі Модок штату Каліфорнія. Населення — 437 осіб (2020).

## Географія
Сідарвілл розташований за координатами 41°31′43″ пн. ш. 120°10′28″ зх. д. / 41.52861° пн. ш. 120.17444° зх. д. (41.528683, -120.174433).  За даними Бюро перепису населення США в 2010 році переписна місцевість мала площу 14,10 км², з яких 14,09 км² — суходіл та 0,01 км² — водойми.

### Клімат
| Клімат : Сідарвілл      | Клімат : Сідарвілл | Клімат : Сідарвілл | Клімат : Сідарвілл | Клімат : Сідарвілл | Клімат : Сідарвілл | Клімат : Сідарвілл | Клімат : Сідарвілл | Клімат : Сідарвілл | Клімат : Сідарвілл | Клімат : Сідарвілл | Клімат : Сідарвілл | Клімат : Сідарвілл | Клімат : Сідарвілл |
| Показник                | Січ.               | Лют.               | Бер.               | Квіт.              | Трав.              | Черв.              | Лип.               | Серп.              | Вер.               | Жовт.              | Лист.              | Груд.              | Рік                |
| Абсолютний максимум, °C | 20,6               | 22,2               | 26,7               | 31,1               | 36,7               | 40,6               | 43,3               | 43,9               | 41,1               | 35,6               | 26,1               | 18,9               | 43,9               |
| Середній максимум, °C   | 4,6                | 7,0                | 10,5               | 15,2               | 19,9               | 25,2               | 31,3               | 30,5               | 25,6               | 18,7               | 10,2               | 5,1                | 16,9               |
| Середній мінімум, °C    | −6,5               | −4,3               | −2,3               | 0,7                | 4,4                | 8,4                | 12,5               | 11,2               | 6,6                | 1,7                | −2,7               | −6                 | 1,9                |
| Абсолютний мінімум, °C  | −30,6              | −27,2              | −18,9              | −12,2              | −6,7               | −5,6               | −0,6               | −2,8               | −6,1               | −17,2              | −21,7              | −33,3              | −33,3              |
| Норма опадів, мм        | 43                 | 34                 | 34                 | 26                 | 26                 | 19                 | 8                  | 7                  | 12                 | 25                 | 41                 | 42                 | 318                |
| Днів з опадами          | 9                  | 8                  | 9                  | 7                  | 7                  | 5                  | 2                  | 2                  | 3                  | 5                  | 8                  | 9                  | 74,0               |
| ----------------------- | ------------------ | ------------------ | ------------------ | ------------------ | ------------------ | ------------------ | ------------------ | ------------------ | ------------------ | ------------------ | ------------------ | ------------------ | ------------------ |
| Джерело: nowdata        |                    |                    |                    |                    |                    |                    |                    |                    |                    |                    |                    |                    |                    |

## Демографія
Згідно з переписом 2010 року, у переписній місцевості мешкало 514 осіб у 237 домогосподарствах у складі 132 родин. Густота населення становила 36 осіб/км².  Було 294 помешкання (21/км²).
Расовий склад населення:
| - 82,1 % — білих - 2,9 % — корінних американців - 0,2 % — чорних або афроамериканців - 11,5 % — осіб інших рас |

До двох чи більше рас належало 3,3 %. Частка іспаномовних становила 16,7 % від усіх жителів.
За віковим діапазоном населення розподілялося таким чином: 18,3 % — особи молодші 18 років, 55,2 % — особи у віці 18—64 років, 26,5 % — особи у віці 65 років та старші. Медіана віку мешканця становила 49,5 року. На 100 осіб жіночої статі у переписній місцевості припадало 89,0 чоловіків;  на 100 жінок у віці від 18 років та старших — 94,4 чоловіків також старших 18 років.
Середній дохід на одне домашнє господарство  становив 43 812 долари США (медіана — 28 500), а середній дохід на одну сім'ю — 52 108 доларів (медіана — 41 528). За межею бідності перебувало 19,7 % осіб, у тому числі 18,3 % дітей у віці до 18 років та 12,5 % осіб у віці 65 років та старших.
Цивільне працевлаштоване населення становило 113 особи. Основні галузі зайнятості: сільське господарство, лісництво, риболовля — 37,2 %, освіта, охорона здоров'я та соціальна допомога — 27,4 %, публічна адміністрація — 9,7 %, науковці, спеціалісти, менеджери — 8,8 %.